# Jak jsem vždycky byl
Jak jsem vždycky byl (v anglickém originále As I Have Always Been) je devátý díl 7. řady amerického televizního seriálu Agenti S.H.I.E.L.D. Epizodu režírovala Elizabeth Henstridge, pro kterou se jednalo o režijní debut a scénář k epizodě napsal Drew Z. Greenberg. Titulní role z předchozích dílů si zopakovali Clark Gregg, Ming-Na Wen, Chloe Bennet, Elizabeth Henstridge, Henry Simmons, Natalia Cordova-Buckley a Jeff Ward. Vedle hlavních rolí se v epizodě také objevil Joel Stoffer, který ztvárnil Enocha a Enver Gjokaj jako Daniel Sousa.
Epizoda měla premiéru 22. července 2020 na stanici ABC se sledovaností 1,28 milionu diváků. Díl získal pozitivní kritiky a byl považován za jeden z nejlepších. Kritici chválili režii Henstridgeové a výkony Gregga, Bennetové a Stoffera.

## Děj
V návaznosti na předchozí díl, je tým uvězněn v časové smyčce. Johnsonová a Coulson, kteří si jako jediní pamatují smyčky i po restartu, se pokoušejí zjistit jak všechny zachránit. Poté, co prožije Johnsonová smyčku potřetí, přijde za Coulsonem a probere ho. Ten ji vysvětlí, že se nejedná o 3. smyčku, ale o 87., během kterých jí musel čtrnáctkrát vysvětli vše od začátku, protože zemřela. Rozhodnou se proto opravit časový pohon, aby se smyčky zastavili. Informují Simmonsovou, ale zjistí, že ta má v hlavě implantát, který potlačuje její vzpomínky, aby si nevzpomenula na polohu Fitze. Proto se pokusí Johnsonová s Coulsonem Simmonsové implantát vyjmout, ale jsou zabiti záhadným únikem plynu.
Poté, co Coulson opět vysvětlí Johnsonové vše od začátku. Pokusí se Simmonsové opět implantát vyjmout, ale tentokrát je poškozený nástroj, se kterým se implantát nastavuje. Každá smyčka se takto opakuje, dokud si Coulson nevydedukuje, že sabotérem je Enoch, který je nevědomě naprogramován, aby chránil implantát za každou cenu. Po několika neúspěšných pokusech, se podaří týmu zastavit Enocha včas a Johnsonová vyjme Simmonsové implantát. Simmonsová si okamžitě vzpomene, že Enochův elektrochronový mechanismus by dokázal spravit časový pohon.
V poslední smyčce, těsně, než se zhroutí do víru, tým přistoupí k Enochovi, který k jejich překvapení, dobrovolně odevzdá svoji část, kterou potřebují i s vědomím, že ho to zabije. Zbytek týmu, kromě Johnsonové a Coulsona, jde opravit časový pohon, zatímco Johnsonová s Coulsonem zůstanou u Enocha, který umírá. Během jejich rozhovoru se zmíní, že díky jejich týmu, poznal, co znamená přátelství a také, že toto je poslední mise, ve které je tým spolu.

### Závěrečná scéna
Koře, kterou zachránil Nathaniel Malick, ji nyní pomáhá, aby se stala silnější a dokázala mu pomoci s převzetí moci.

## Obsazení

### Hlavní role
- Clark Gregg jako Phil Coulson (LMD)

- Ming-Na Wen jako Melinda Mayová
- Elizabeth Henstridge jako Jemma Simmonsová
- Chloe Bennet jako Daisy Johnsonová / Quake
- Henry Simmons jako Alphonso „Mack“ MacKenzie
- Natalia Cordova-Buckley jako Elena „Yo-Yo“ Rodriguezová
- Jeff Ward jako Deke Shaw

### Vedlejší role
- Enver Gjokaj jako Daniel Sousa
- Joel Stoffer jako Enoch[9]
- Thomas E. Sullivan jako Nathaniel Malick
- Dianne Doan jako Kora[10]